# Log Cabin

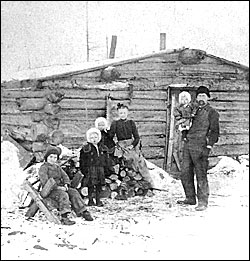
Familie vor ihrer Log Cabin, Minnesota 1890

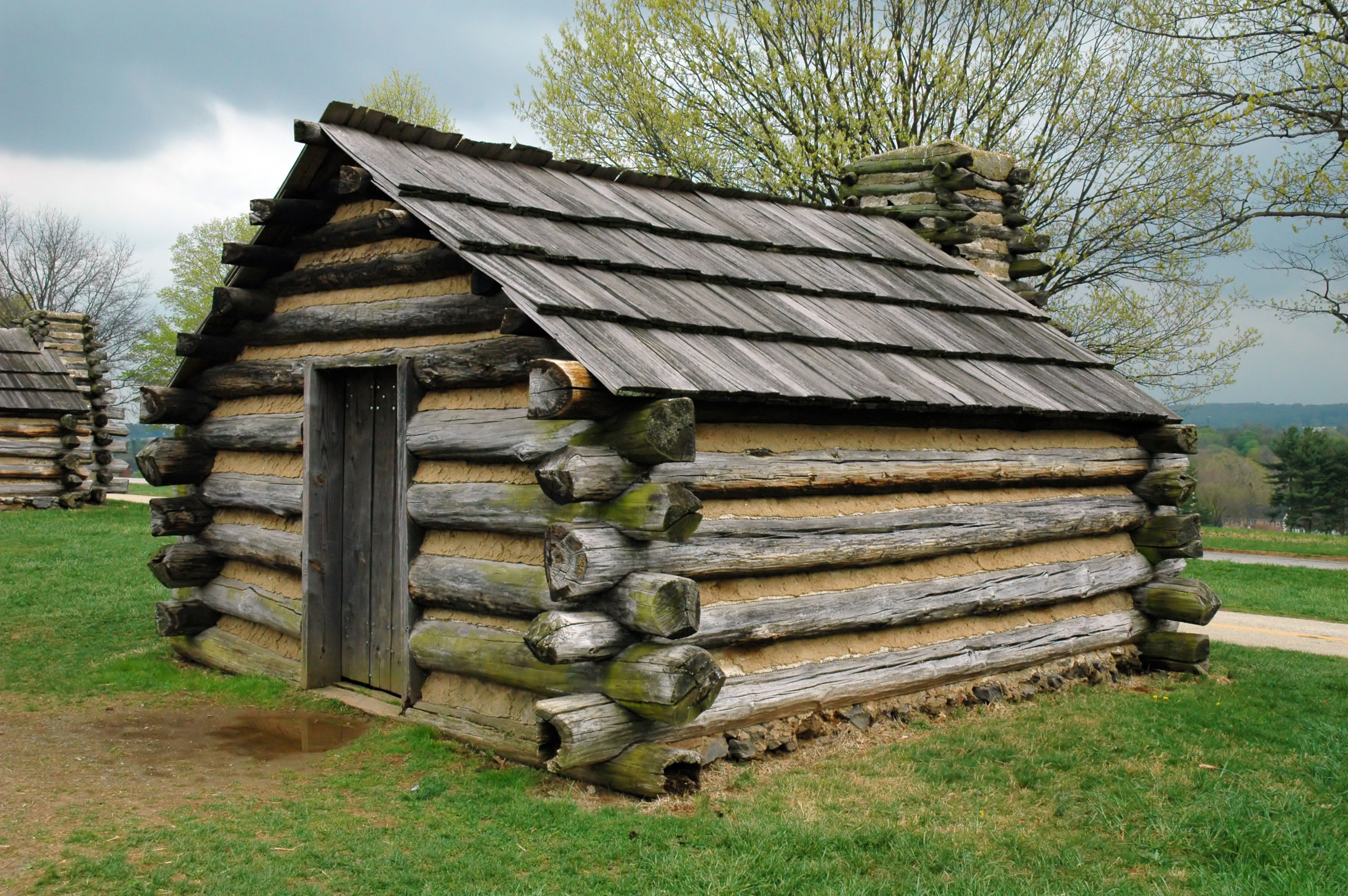
Nachbau einer Log Cabin

Eine Log Cabin (deutsch etwa „Baumstamm-Blockhütte“) ist eine Unterform des Blockhauses und bezeichnet eine einfache, ein- bis anderthalbstöckige, aus nur einfach bearbeiteten Holzstämmen gebaute Holzhütte. Log Cabins wurden vor allem während der Erschließung des nordamerikanischen Kontinents durch europäische Siedler als erste Behausung gebaut, da sie schnell zu errichten waren.  Der Begriff ist in Nordamerika deshalb auch symbolisch mit Begriffen wie Ursprünglichkeit und Wagemut verknüpft.

## Geschichte und Bauweise
Die Bauweise der Log Cabins hat ihren Ursprung in Skandinavien und Mitteleuropa. Für den Bau von Holzhäusern sind vor allem die Eckverbindungen entscheidend. In Europa hatten sich im Laufe der Jahrhunderte zunehmende komplexere Endverbindungen und eine umfangreiche handwerkliche Tradition entwickelt. Europäische Siedler aus diesen Regionen konnten auf diese jahrhundertealte Tradition in der Holzverwendung für Häuser und Scheunen zurückgreifen. Populär war die Bauweise vor allem im Norden und in Bergregionen Nordamerikas, wo die Winterbedingungen oft extrem waren, weil diese Bauweise einen verhältnismäßig guten Kälteschutz bot.
Bei der Besiedelung des Landes stand den Siedlern häufig sehr gutes Baumaterial zur Verfügung.  Sie nutzten nach Möglichkeit geradstämmige Bäume, da damit der Arbeitsaufwand bei der Errichtung der Hütte reduziert war. Die Größe der Log Cabins war häufig durch die Stammlänge begrenzt, auch wenn das für erfahrenere Personen keine Begrenzung darstellte. Die meisten Siedler hatten jedoch keine umfangreiche Erfahrung als Zimmermann und nur verhältnismäßig primitive Werkzeuge zur Verfügung. Lücken zwischen den waagerecht liegenden Baumstämmen wurden mit Steinen, Moos und Lehm verfüllt. Sehr primitive Log Cabins hatten einen Erdboden. Bei den meisten Log Cabins wurden innen jedoch ein Holzboden errichtet. Bei diesen Log Cabins wurden die Eckverbindungen häufig auf großen Steinen aufgesetzt. War die Log Cabin verhältnismäßig groß, fanden sich Steine auch an anderen Stellen unter dem ersten, waagerecht liegenden Holzstamm.
Normalerweise nutzten die Siedler die Log Cabin nur während der ersten Phase der Urbarmachung ihres Landes. Häufig bauten sie in den Folgejahren ein größeres Haus, bei dem Holz zur Verwendung kam, das deutlich stärker bearbeitet war. Die ursprüngliche Log Cabin wurde dann meist als Viehstall oder Lagerraum genutzt.

## Symbolik
Seit dem frühen 19. Jahrhundert ist die Log Cabin das Symbol für einen bescheidenen Anfang. Sieben der US-Präsidenten kamen in einer Log Cabin zur Welt, darunter Abraham Lincoln, Andrew Jackson und James Buchanan. Obwohl William Henry Harrison nicht in einer Log Cabin geboren wurde, waren er und seine Partei die ersten, die während des Wahlkampfs den Begriff der Log Cabin benutzten, um damit symbolisch anzudeuten, dass er ein Mann des Volkes sei. Andere Kandidaten griffen dieses Thema auch in späteren Wahlkämpfen auf.